# Joseph Andrews
La historia de las aventuras de Joseph Andrews (The History of the Adventures of Joseph Andrews and his Friend, Mr. Abraham Adams) es una novela satírica escrita en inglés por Henry Fielding y publicada por vez primera en 1742. Al igual que su predecesora, Shamela, pretende parodiar el moralismo sentimental de Samuel Richardson en su novela Pamela, publicada dos años antes bajo pseudónimo, lo que llevó a algunos a creer que era un trabajo de Colley Cibber, lo que explica las referencias que el texto hace a Cibber. 
Sin embargo, lo que empieza como una parodia acaba logrando vida propia al describir la realidad que se encuentran a su paso. Destaca su gran talento para la caracterización y la descripción de la clase baja. Denomina a su novela “una épica cómica en prosa” lo que le llevará a introducir un elemento burlesco siendo, por ejemplo, la representación de un porquerizo uno de sus mayores logros. Fielding reconoce su deuda con la novela picaresca, adaptando su obra al modelo cervantino.
A diferencia de Pamela, la historia no se cuenta a través de cartas, sino con la voz de un narrador. 
Como otras novelas del siglo XVIII, Joseph Andrews incluye varias historias independientes, como La historia de Leonora.

## Resumen de la trama
La historia es cómica. El protagonista es el joven y virtuoso Joseph, hermano de Pamela, un casto José que debe resistirse a las insinuaciones de su señora, Lady Booby. Joseph es despedido por su rechazo a la seducción de Lady Booby. Sin empleo y expulsado de Londres, decide regresar a casa en busca de su querida Fanny. Camino a casa se encuentra con su viejo amigo, el párroco Abraham Adams, que encarna los valores cristianos, y la propia Fanny. Se suceden varias aventuras a lo largo del camino. 
A lo largo de la peripecia, se van describiendo muchos personajes estimulantes, como la señora Slipslop quien, lo mismo que Lady Booby, intenta seducir a Joseph; el porquerizo Trulliber; Beau Didapper, un pequeño caballero que trata de seducir a Fanny; y la señora Tow-wouse, la mujer de un mesonero que pilla a su esposo insinuándose sexualmente con una criada. 

## Adaptación al cine
Tony Richardson dirigió en 1977 la película Joseph Andrews, con Ann-Margret en el papel de Lady Booby y Peter Firth como Joseph Andrews.